# Kōki Kazama
Kōki Kazama (jap. 風間宏希 Kazama Kōki; ur. 19 czerwca 1991) – japoński piłkarz występujący na pozycji pomocnika. Obecnie występuje w Montedio Yamagata.

## Kariera klubowa
Od 2012 roku występował w klubach Kawasaki Frontale, Giravanz Kitakyushu i Montedio Yamagata.